# Dret internacional
El dret internacional és el conjunt de principis i normes que regulen les relacions dels estats, i altres subjectes de dret internacional, i que són representats pel seu servei diplomàtic. Està integrat per acords entre estats —tractats internacionals (tractats, pactes, convenis, cartes), memoràndums, intercanvi de notes diplomàtiques, esmenes, annexos, protocols de tractats—, pel costum internacional que alhora es compon de la pràctica dels Estats que aquests reconeixen com a obligatòria, així com pels principis generals del dret.
A més, en l'àmbit multilateral, el dret internacional es nodreix dels acords als quals arriben els Estats en el marc dels organismes internacionals que pertanyin i, dintre d'aquests, d'aquells acords que es comprometen a aplicar. En ambdós casos, bilateral o multilateral, el nivell adquirit en comprometre's un Estat és el de posar en vigor la norma acordada en el seu propi territori i aplicar-la per sobre de les normes nacionals.
Tradicionalment, hom diferencia entre dret internacional públic, centrat en el conjunt de normes que han creat els estats per mitjà de l'exercici de la seva voluntat externa i dret internacional privat, centrat en el conjunt de normes, o el marc jurídic, que regula les relacions entre els individus en un context internacional, poden ser persones naturals o jurídiques, però són privades, en lloc d'actors públics o estatals.

## Origen
Àdhuc en les situacions més crítiques, quan la violència era la norma de les relacions entre els centres de poder independents, sempre van existir regles de joc preestablertes, o pactades d'alguna manera per les parts, acceptades i respectades com un complement de les relacions de força. Hom pot afirmar que, fins a molt avançada l'època històrica, les regles de joc aplicades a aquestes relacions no van posseir caràcters jurídics, i que es fundaven en concepcions religioses o en plantejaments filosòfics i morals. En alguns casos no s'utilitzaven certes armes, per posseir-les també l'enemic. Així, per exemple, les gossades no s'usaven en les lluites entre musulmans i cristians. Però aquestes gossades sí que van ser emprades pels colonitzadors espanyols a Amèrica contra els indis.
Si s'atén específicament als documents i dades de la història, hom troba l'existència de regles que regulen les relacions entre centres de poder independents, les quals es remunten a més de 5.000 anys. L'acord més antic que es té notícia és el celebrat el 3200 aC entre les ciutats caldees de Lagaix i Umma, pel qual ambdues van fixar les seves fronteres després d'una guerra. Un altre acord seria el celebrat entre els egipcis i els hitites, pel qual s'acorda el repartiment de zones d'influència.

## Evolució

### Antiguitat
En l'antiguitat no existia un dret internacional pròpiament dit, ja que no existia una comunitat internacional. Si prenem en compte les més grans civilitzacions de l'època, trobem Grècia i Roma, civilitzacions que consideraven als pobles veïns com a vassalls o pobles dominats. No obstant això, la història comprova l'aplicació, en els primers grups primitius, d'un principi denominat «ubi societas ibi jus» («on hi ha societat hi ha dret»).
Entre les fonts més antigues del dret internacional que s'hagin degudament comprovat trobem el tractat d'Eannatum, rei de Lagash a Mesopotàmia, i Umma, el 3100 aC. El punt més important del tractat va ser la inviolabilitat de les fronteres. Els tractats en aquesta època s'escrivien sobre taules de guix o en els diversos monuments. La major part dels tractats consistien en acords sobre fronteres, en l'establiment d'estats vassalls, tractats de pau (com el de l'aliança, celebrat en 1292 aC, entre Ramsès II i Hattusilis III), i s'establix una noció d'arbitratge, asil, missions diplomàtiques, l'extradició i la protecció a estrangers. La major part d'aquests tractats de formalitzaven sota actes o juraments religiosos.
- L'Índia: 100 anys aC. Entra en vigència el codi de Manu, en el qual s'establien certs preceptes; per exemple, els corresponents a les guerres entre tribus: 1) un guerrer digne no ataca a l'enemic adormit, 2) un guerrer digne no ataca a l'enemic que ha perdut el seu escut, la seva arma o que s'ha donat a la fugida. En temps de guerra s'acostumava en l'Índia respectar els cultius i els habitatges, així com els seus habitants civils.
- Judea: Per a la regulació de la guerra i la pau, el poble jueu tenia certs principis. Al Deuteronomi s'al·ludeix a les Guerres Santes, que després van ser incloses en l'Islam, en el Cristianisme i en les Croades. Una de les profecies d'Isaïes assenyala que després de l'adveniment del Senyor «convertiran les seves espases en feixos d'arades i les seves llances en podadores; no desembeinaran les seves espases contra el poble, no s'allistaran en la guerra». Aquesta predicció influïx profundament en el Cristianisme i és l'arrel del pacifisme modern.

### Dret internacional clàssic
Les relacions internacionals en aquest període es caracteritzen per integrar-se en un esquema homogeni d'equilibri de poder multipolar, amb epicentre en Europa, on les potències competeixen entre si limitades per estrictes regles de joc, a partir de les quals es llancen a la conquesta i colonització de la perifèria. Per a regular aquestes relacions, Europa creà un sistema jurídic: el dret internacional clàssic, el qual és imposat també als altres estats no europeus, sigui per gravitació de poder o a través de domini colonial. El Tractat de Westfàlia (1648), subscrit per la major part de les potències europees, posen terme a la Guerra dels Trenta Anys. Es tracta d'acords que al principi van tenir un caràcter més polític que jurídic, i que van constituir el punt de partida cap a un nou sistema polític i jurídic internacional. Els Tractats de Westfalia van servir per al desenvolupament del dret internacional públic, i constituïxen la base de la societat internacional moderna, integrada per múltiples estats que disposen de l'atribut de sobirania i es reconeixen com jurídicament iguals.
Durant el segle xvii la política dels estats fomenta la pràctica de reunir congressos internacionals. El dret dels tractats adquireix un nou impuls renovador, negociant-se en congressos, si bé encara no es conclouen acords multilaterals. També cobren importància elements jurídics com el dogma de la santedat dels acords i el de la inviolabilitat dels tractats (pacta sunt servanda), encara que s'admet la clàusula rebus sic stantibus.
El terme dret internacional (en anglès «International Law») va ser introduït per Jeremy Bentham a la seva obra Introduction to Principles of Morals and Legislation (1789), com a substitució del tradicional ius gentium, o dret de gent. En les llengües germàniques persisteix l'ús del ius gentium, tal com per exemple en alemany s'anomena Völkerrecht, dret dels pobles.
La Primera Guerra Mundial va demostrar la fragilitat del sistema de seguretat en el que es confiava per a evitar-la, i les violacions dels acords van evidenciar que l'equilibri ja no era un regulat òptim. A la seva fi, s'intenta realitzar un reordenament dels centres de poder, afermant les organitzacions internacionals, afirmant el dret i establint un sistema de seguretat col·lectiva que procuri la pau per altres vies diferents d'aquelles que van fracassar. Es crea la Societat de les Nacions sobre la idea de la cooperació internacional, donant facultats als seus òrgans per a prevenir i evitar la guerra, i instaurant el primer sistema de solució pacífica de controvèrsies: la Cort Permanent de Justícia Internacional. A pesar dels intents per restaurar el sistema d'equilibri internacional, no s'assoliren els objectius i es produí la Segona Guerra Mundial.

### Dret internacional contemporani
Actualment, el dret internacional és un sector del dret positiu creat per l'acord voluntari entre estats que conforma un ordenament o sistema jurídic. Es caracteritza perquè està fortament descentralitzat, disposa d'escasses normes universals, permet la responsabilitat col·lectiva, imposant obligacions als Estats.
En aquest període es crea l'Organització de les Nacions Unides (ONU), que pretén constituir un fòrum universal i democràtic en el qual es trobin representats tots els estats. Els articles 1 i 2 de la Carta de les Nacions Unides constituïxen la base ideològica que propiciarà canvis jurídics revolucionaris. La carta asseu els següents principis: cooperació internacional de tots els estats per al manteniment de la pau i seguretat internacionals; reafirmació del principi d'igualtat sobirana i jurídica dels Estats; es prohibeix l'ús i l'amenaça de l'ús de la força en les relacions internacionals.
A partir de la dècada dels 1960, i basant-se en la Carta de l'ONU, una gran quantitat d'estats neixen a la vida independent, quan es produeix el fenomen polític de la descolonització. Amb el sorgiment d'aquests nous estats, l'equació política de poder en el món canvia. S'està davant un sistema heterogeni de poder, distribuït en dos centres: els Estats Units i l'URSS.

### Dret internacional en elseglexxi
En un context internacional marcat per les conseqüències dels atemptats de l'11 de setembre i per la controvèrsia generada per les polítiques de l'administració dels Estats Units en matèria de restricció de drets, reconeguts per diversos tractats internacionals, en la seva lluita contra el terrorisme internacional, en particular en el cas dels presos de Guantánamo o el dels vols de la CIA, la comunitat internacional ha pogut, no obstant això, avançar en el desenvolupament de nous drets universals, com el dret de tota persona a no ser objecte de desaparició forçada, segons la «Convenció Internacional per a la protecció de totes les persones contra les desaparicions forçades», signada a París al febrer del 2007 o en la disponibilitat de nous organismes, com la Cort Penal Internacional que, encara que va ser constituïda pel Tractat de Roma de 1998, no va formar el seu tribunal de magistrats sinó fins al 2003. A aquest dret se li pot sumar les diferents situacions que actualment es presenten en el món globalitzat

## Naturalesa
Un dels problemes amb els quals s'ha trobat el dret internacional és el que molts autors han posat en dubte el caràcter jurídic d'aquesta disciplina. És a dir, molts han estat qui han negat que el dret internacional sigui dret. És el cas de John Austin, qui li va negar l'esmentat caràcter i ho va definir com un «conjunt de mecanismes de força que regulen les relacions entre els estats». També en el segle xx autors com Hans Morgenthau li van negar aquest caràcter al dret internacional. Aquesta negació tenia la seva base en la comparança que es realitzava entre els drets nacionals i el dret internacional. Comparança gràcies a la qual s'aprecien les següents diferències: 
- Mentre en els drets nacionals existeix un legislador central que dicta les lleis que han de complir els ciutadans, en el dret internacional les normes jurídiques són fruit de la voluntat dels estats. El més semblant a un òrgan d'aquest tipus és l'Assemblea General de les Nacions Unides.

- Les fonts de producció de les normes internacionals són diferents de les nacionals.

Primer ens trobem amb els principis imperatius del dret internacional (erga omnes) que no podran ser modificades ni derogades tret que sigui per altra norma amb caràcter imperatiu. Endemés, els tractats internacionals s'apliquen solament als estats que els han ratificat. Les lleis nacionals, en canvi, s'apliquen a tots els ciutadans per igual.
D'altra part, la costum internacional consisteix en una sèrie d'usos que els estats han anat repetint d'una manera constant amb la convicció que són obligatoris.
Finalment, tenim els principis generals del dret que s'utilitzaran quan no existeixi una norma determinada (siguin tractats o sigui costums) per a un fet determinat, és a dir quan hi hagi llacunes en el dret internacional. A l'hora d'aplicar aquestes normes es regirà per l'art. 38 de l'Estatut de la Cort Internacional de Justícia segons el qual: 
- les convencions internacionals, siguin generals o particulars, que estableixen regles expressament reconegudes pels Estats litigants;
- el costum internacional com a prova d'una pràctica generalment acceptada com a dret;
- els principis generals de dret reconeguts per les nacions civilitzades;
- les decisions judicials i les doctrines dels publicistes de major competència de les diferents nacions, com mitjà auxiliar per a la determinació de les regles de dret, sense perjudici del disposat en l'Article 59. 2.

Alhora, totes les convencions o tractats internacionals, i altres fonts haurien de ser conforme a les normes imperatives del dret internacional (ius cogens). També estan els actes jurídics unilaterals, segons els quals un país pot obligar-se per si mateix en l'àmbit internacional, a través d'una declaració de voluntat en aquest sentit. S'han de complir certs requisits: la intenció inequívoca d'obligar-se i la licitud de l'objecte i de la finalitat, a més del fet que qui realitzi tal declaració haurà de tenir capacitat per a obligar internacionalment al seu país (cap d'Estat, cap del Govern, ministre d'Afers exteriors i aquelles altres persones a qui l'Estat, de forma reiterada, demostri haver-los atorgat eixa capacitat).
Un altre factor que va dur a aquests autors a opinar així va ser la deficiència dels mecanismes d'aplicació del dret internacional. Mentre en els estats existeixen jutges encarregats de vetllar pel compliment de les lleis a les quals tots els ciutadans estan sotmesos, en la societat internacional aquests mecanismes d'aplicació són molt més primitius i menys sofisticats.
Existeixen alguns tribunals internacionals, però a diferència dels nacionals requereixen que els estats, prèviament, hagin acceptat la seva jurisdicció per a poder ser jutjats per aquests tribunals. La jurisprudència internacional, creada per aquests tribunals, té com principal funció la de servir com a element d'interpretació del dret internacional.